# 1950-es labdarúgó-világbajnokság (keretek)
Ebben a listában az 1950-es labdarúgó-világbajnokság minden egyes részt vevő országának kerete van felsorolva. Ez volt az első világbajnokság, ahol szerepelhettek a mezek hátulján számok, ez egyébként már 1944 óta megengedett volt. Ekkor még nem voltak fix számozások, ez mérkőzésről mérkőzésre változott. Ez csak a következő tornától kezdve vált kötelezővé. Így az egyes országok keretei a fix mezszámok hiányában névsorrendben szerepelnek.

## 1. csoport

### Brazília
Szövetségi kapitány: Flávio Costa
| Szám | Poszt | Név           | Születési dátum (Kor)          | Vál. | Klub          |
| ---- | ----- | ------------- | ------------------------------ | ---- | ------------- |
| -    | K     | Barbosa       | 1921. március 27. (29 éves)    | 13   | Vasco da Gama |
| -    | V     | Augusto       | 1920. október 22. (29 éves)    | 12   | Vasco da Gama |
| -    | V     | Nílton Santos | 1927. május 16. (23 éves)      | 5    | Botafogo      |
| -    | KP    | Bauer         | 1925. november 21. (24 éves)   | 6    | São Paulo     |
| -    | KP    | Danilo        | 1920. december 3. (29 éves)    | 15   | Vasco da Gama |
| -    | KP    | Bigode        | 1922. április 4. (28 éves)     | 5    | Flamengo      |
| -    | CS    | Friaça        | 1924. október 20. (25 éves)    | 6    | São Paulo     |
| -    | CS    | Zizinho       | 1922. szeptember 14. (27 éves) | 30   | Bangu         |
| -    | CS    | Ademir        | 1922. november 8. (27 éves)    | 25   | Vasco da Gama |
| -    | CS    | Jair          | 1921. március 21. (29 éves)    | 32   | Palmeiras     |
| -    | CS    | Chico         | 1922. január 7. (28 éves)      | 15   | Vasco da Gama |
| -    | CS    | Adãozinho     | 1923. április 2. (27 éves)     | 2    | Internacional |
| -    | CS    | Alfredo       | 1920. január 1. (30 éves)      | 0    | Vasco da Gama |
| -    | CS    | Baltazar      | 1926. január 14. (24 éves)     | 4    | Corinthians   |
| -    | K     | Castilho      | 1927. november 27. (22 éves)   | 2    | Fluminense    |
| -    | V     | Ely           | 1921. május 14. (29 éves)      | 8    | Vasco da Gama |
| -    | V     | Juvenal       | 1923. november 27. (26 éves)   | 4    | Flamengo      |
| -    | CS    | Maneca        | 1926. január 28. (24 éves)     | 3    | Vasco da Gama |
| -    | V     | Nena          | 1921. március 27. (29 éves)    | 5    | Internacional |
| -    | KP    | Noronha       | 1918. szeptember 25. (31 éves) | 15   | São Paulo     |
| -    | CS    | Rodrigues     | 1925. június 27. (24 éves)     | 2    | Fluminense    |
| -    | KP    | Rui           | 1922. augusztus 2. (27 éves)   | 27   | São Paulo     |

### Svájc
Szövetségi kapitány: Franco Andreoli

### Jugoszlávia
Szövetségi kapitány: Milorad Arsenijević
| Szám | Poszt | Név                    | Születési dátum (Kor)         | Vál. | Klub             |
| ---- | ----- | ---------------------- | ----------------------------- | ---- | ---------------- |
| -    | KP    | Aleksandar Atanacković | 1920. április 29. (30 éves)   | 15   | Partizan Beograd |
| -    | K     | Vladimir Beara         | 1928. november 2. (21 éves)   | 0    | Hajduk Split     |
| -    | CS    | Stjepan Bobek          | 1923. december 3. (26 éves)   | 26   | Partizan Beograd |
| -    | V     | Božo Broketa           | 1921. december 24. (28 éves)  | 3    | Hajduk Split     |
| -    | CS    | Željko Čajkovski       | 1925. május 5. (25 éves)      | 16   | Dinamo Zagreb    |
| -    | KP    | Zlatko Čajkovski       | 1923. január 24. (27 éves)    | 25   | Partizan Beograd |
| -    | V     | Ratko Čolić            | 1918. március 17. (32 éves)   | 6    | Partizan Beograd |
| -    | KP    | Predrag Đajić          | 1922. május 1. (28 éves)      | 5    | Crvena Zvezda    |
| -    | V     | Vladimir Firm          | 1923. június 5. (27 éves)     | 3    | Partizan Beograd |
| -    | V     | Ivica Horvat           | 1926. július 16. (23 éves)    | 13   | Dinamo Zagreb    |
| -    | V     | Miodrag Jovanović      | 1922. január 17. (28 éves)    | 18   | Partizan Beograd |
| -    | KP    | Ervin Katnić           | 1921. szeptember 2. (28 éves) | 0    | Hajduk Split     |
| -    | CS    | Prvoslav Mihajlović    | 1921. április 13. (29 éves)   | 12   | Partizan Beograd |
| -    | CS    | Rajko Mitić            | 1922. szeptember 6. (27 éves) | 19   | Crvena Zvezda    |
| -    | K     | Srđan Mrkušić          | 1915. június 26. (34 éves)    | 4    | Crvena Zvezda    |
| -    | CS    | Tihomir Ognjanov       | 1927. március 2. (23 éves)    | 2    | Crvena Zvezda    |
| -    | KP    | Pálfi Béla             | 1923. február 16. (27 éves)   | 1    | Crvena Zvezda    |
| -    | KP    | Ivo Radovniković       | 1918. február 9. (32 éves)    | 0    | Hajduk Split     |
| -    | V     | Branko Stanković       | 1921. október 31. (28 éves)   | 19   | Crvena Zvezda    |
| -    | CS    | Kosta Tomašević        | 1924. május 26. (26 éves)     | 6    | Crvena Zvezda    |
| -    | CS    | Bernard Vukas          | 1927. május 1. (23 éves)      | 6    | Hajduk Split     |
| -    | V     | Siniša Zlatković       | 1924. január 28. (26 éves)    | 0    | Crvena Zvezda    |

### Mexikó
Szövetségi kapitány: Octavio Vial
| Szám | Poszt | Név                 | Születési dátum (Kor)         | Vál. | Klub                  |
| ---- | ----- | ------------------- | ----------------------------- | ---- | --------------------- |
| -    | CS    | José Luis Borbolla  | 1920. január 31. (30 éves)    | 2    | Club América          |
| -    | K     | Antonio Carbajal    | 1929. június 7. (21 éves)     | 0    | RC España             |
| -    | CS    | Horacio Casarín     | 1918. május 25. (32 éves)     | 9    | RC España             |
| -    | K     | Raúl Córdoba        | 1924. március 13. (26 éves)   | 4    | San Sebastián de León |
| -    | KP    | Samuel Cuburu       | 1928. február 20. (22 éves)   | 1    | Puebla                |
| -    | KP    | Antonio Flores      | 1923. július 13. (26 éves)    | 5    | Atlas                 |
| -    | V     | Gregorio Gómez      | 1924. június 26. (25 éves)    | 3    | CD Guadalajara        |
| -    | KP    | Carlos Guevara      | 1930. április 3. (20 éves)    | 2    | Asturias              |
| -    | V     | Manuel Gutiérrez    | 1920. április 8. (30 éves)    | 0    | Club América          |
| -    | KP    | Francisco Hernández | 1924. január 16. (26 éves)    | 3    | Asturias              |
| -    | V     | Alfonso Montemayor  | 1922. április 28. (28 éves)   | 3    | FC Leon               |
| -    | CS    | José Naranjo        | 1926. március 19. (24 éves)   | 2    | Oro Guadalajara       |
| -    | CS    | Leonardo Navarro    | 1915. (34–35 éves)            | 2    | Atlante               |
| -    | KP    | Mario Ochoa         | 1927. november 7. (22 éves)   | 3    | Club América          |
| -    | KP    | Héctor Ortiz        | 1928. december 20. (21 éves)  | 5    | CD Marte              |
| -    | KP    | Mario Pérez         | 1927. február 19. (23 éves)   | 2    | CD Marte              |
| -    | CS    | Max Prieto          | 1919. március 28. (31 éves)   | 1    | CD Guadalajara        |
| -    | V     | José Antonio Roca   | 1928. május 24. (22 éves)     | 5    | Necaxa                |
| -    | V     | Rodrígo Ruíz        | 1923. április 14. (27 éves)   | 3    | CD Guadalajara        |
| -    | CS    | Carlos Septién      | 1923. január 18. (27 éves)    | 5    | RC España             |
| -    | CS    | José Velázquez      | 1923. augusztus 12. (26 éves) | 2    | Puebla                |
| -    | V     | Felipe Zetter       | 1923. július 3. (26 éves)     | 4    | Atlas                 |

## 2. csoport

### Spanyolország
Szövetségi kapitány: Guillermo Eizaguirre
| Szám | Poszt | Név                | Születési dátum (Kor)         | Vál. | Klub                |
| ---- | ----- | ------------------ | ----------------------------- | ---- | ------------------- |
| -    | K     | Juan Acuña         | 1923. január 11. (27 éves)    | 1    | Deportivo La Coruña |
| -    | V     | Gabriel Alonso     | 1923. november 9. (26 éves)   | 4    | Celta Vigo          |
| -    | V     | Francisco Antúnez  | 1922. november 1. (27 éves)   | 2    | CF Sevilla          |
| -    | V     | Vicente Asensi     | 1919. január 28. (31 éves)    | 5    | Valencia            |
| -    | CS    | Estanislao Basora  | 1926. november 18. (23 éves)  | 4    | Barcelona           |
| -    | CS    | César              | 1920. június 29. (29 éves)    | 8    | Barcelona           |
| -    | CS    | Agustín Gaínza     | 1922. május 28. (28 éves)     | 14   | Athletic Bilbao     |
| -    | V     | Josep Gonzalvo     | 1920. január 16. (30 éves)    | 3    | Barcelona           |
| -    | KP    | Mariano Gonzalvo   | 1922. március 22. (28 éves)   | 8    | Barcelona           |
| -    | CS    | Rosendo Hernández  | 1921. március 1. (29 éves)    | 2    | Espanyol            |
| -    | CS    | Silvestre Igoa     | 1920. szeptember 5. (29 éves) | 5    | Valencia            |
| -    | K     | Ignacio Eizaguirre | 1920. november 7. (29 éves)   | 14   | Valencia            |
| -    | CS    | José Juncosa       | 1922. február 2. (28 éves)    | 1    | Atlético de Madrid  |
| -    | V     | Rafael Lesmes      | 1926. november 9. (23 éves)   | 0    | Valladolid          |
| -    | CS    | Luis Molowny       | 1925. május 12. (25 éves)     | 2    | Real Madrid         |
| -    | KP    | Nando              | 1925. május 12. (25 éves)     | 5    | Athletic Bilbao     |
| -    | CS    | José Luis Panizo   | 1925. május 12. (25 éves)     | 6    | Athletic Bilbao     |
| -    | V     | José Parra         | 1925. augusztus 28. (24 éves) | 1    | Espanyol            |
| -    | KP    | Antonio Puchades   | 1925. június 4. (25 éves)     | 6    | Valencia CF         |
| -    | K     | Antoni Ramallets   | 1924. június 4. (26 éves)     | 0    | Barcelona           |
| -    | V     | Alfonso Silva      | 1926. március 19. (24 éves)   | 3    | Atlético de Madrid  |
| -    | CS    | Telmo Zarra        | 1921. január 20. (29 éves)    | 11   | Athletic Bilbao     |

### Anglia
Szövetségi kapitány: Walter Winterbottom
| Szám | Poszt | Név              | Születési dátum (Kor)          | Vál. | Klub                    |
| ---- | ----- | ---------------- | ------------------------------ | ---- | ----------------------- |
| -    | V     | John Aston       | 1921. szeptember 2. (28 éves)  | 14   | Manchester United       |
| -    | KP    | Eddie Baily      | 1925. augusztus 6. (24 éves)   | 0    | Tottenham Hotspur       |
| -    | CS    | Roy Bentley      | 1924. május 17. (26 éves)      | 4    | Chelsea                 |
| -    | KP    | Henry Cockburn   | 1921. szeptember 14. (28 éves) | 10   | Manchester United       |
| -    | KP    | Jimmy Dickinson  | 1925. április 24. (25 éves)    | 7    | Portsmouth              |
| -    | K     | Ted Ditchburn    | 1921. október 24. (28 éves)    | 2    | Tottenham Hotspur       |
| -    | V     | Bill Eckersley   | 1925. július 16. (24 éves)     | 0    | Blackburn Rovers        |
| -    | CS    | Tom Finney       | 1922. április 5. (28 éves)     | 25   | Preston North End       |
| -    | KP    | Laurie Hughes    | 1924. március 2. (26 éves)     | 0    | Liverpool               |
| -    | CS    | Wilf Mannion     | 1918. május 16. (32 éves)      | 19   | Middlesbrough           |
| -    | CS    | Stanley Matthews | 1915. február 1. (35 éves)     | 30   | Blackpool               |
| -    | CS    | Jackie Milburn   | 1924. május 11. (26 éves)      | 7    | Newcastle United        |
| -    | CS    | Stan Mortensen   | 1921. május 26. (29 éves)      | 18   | Blackpool               |
| -    | CS    | Jimmy Mullen     | 1923. január 6. (27 éves)      | 4    | Wolverhampton Wanderers |
| -    | KP    | Bill Nicholson   | 1919. január 26. (31 éves)     | 0    | Tottenham Hotspur       |
| -    | V     | Alf Ramsey       | 1920. január 22. (30 éves)     | 5    | Tottenham Hotspur       |
| -    | V     | Laurie Scott     | 1917. április 23. (33 éves)    | 17   | Arsenal                 |
| -    | V     | Jim Taylor       | 1917. november 5. (32 éves)    | 0    | Fulham                  |
| -    | KP    | Willie Watson    | 1920. március 7. (30 éves)     | 2    | Sunderland              |
| -    | K     | Bert Williams    | 1920. január 31. (30 éves)     | 7    | Wolverhampton Wanderers |
| -    | V     | Billy Wright     | 1924. február 6. (26 éves)     | 29   | Wolverhampton Wanderers |

### Chile
Szövetségi kapitány: Arturo Bucciardi
| Szám | Poszt | Név                    | Születési dátum (Kor)         | Vál. | Klub                 |
| ---- | ----- | ---------------------- | ----------------------------- | ---- | -------------------- |
| -    | V     | Manuel Álvarez Jiménez | 1928. május 23. (22 éves)     | 3    | Universidad Católica |
| -    | KP    | Miguel Busquets        | 1920. október 15. (29 éves)   | 15   | Universidad de Chile |
| -    | KP    | Fernando Campos        | 1923. október 15. (26 éves)   | 5    | Colo-Colo            |
| -    | KP    | Hernán Carvallo        | 1922. augusztus 19. (27 éves) | 5    | Universidad Católica |
| -    | CS    | Atilio Cremaschi       | 1923. március 8. (27 éves)    | 10   | Unión Española       |
| -    | CS    | Guillermo Díaz         | 1930. december 29. (19 éves)  | 4    | Santiago Wanderers   |
| -    | V     | Arturo Farías          | 1927. november 1. (22 éves)   | 4    | Colo-Colo            |
| -    | V     | Miguel Flores          | 1920. október 11. (29 éves)   | 0    | Universidad de Chile |
| -    | CS    | Carlos Ibáñez          | 1931. november 30. (18 éves)  | 0    | Magallanes           |
| -    | CS    | Raimundo Infante       | 1928. február 2. (22 éves)    | 13   | Universidad Católica |
| -    | K     | Sergio Livingstone     | 1920. március 26. (30 éves)   | 31   | Universidad Católica |
| -    | V     | Manuel Machuca         | 1924. június 6. (26 éves)     | 18   | Colo-Colo            |
| -    | CS    | Luis Mayanés           | 1925. január 15. (25 éves)    | 0    | Universidad de Chile |
| -    | CS    | Manuel Muñoz           | 1928. április 28. (22 éves)   | 0    | Colo-Colo            |
| -    | CS    | Andrés Prieto          | 1928. december 19. (21 éves)  | 9    | Universidad Católica |
| -    | K     | René Quitral           | 1920. július 22. (29 éves)    | 0    | Santiago Wanderers   |
| -    | CS    | Fernando Riera         | 1920. június 27. (29 éves)    | 16   | Universidad Católica |
| -    | CS    | George Robledo         | 1926. április 14. (24 éves)   | 0    | Newcastle United     |
| -    | KP    | Carlos Rojas           | 1928. október 2. (21 évesen)  | 5    | Unión Española       |
| -    | V     | Fernando Roldán        | 1921. április 1. (29 éves)    | 0    | Universidad Católica |
| -    | KP    | Osvaldo Sáez           | 1923. augusztus 13. (26 éves) | 11   | Colo-Colo            |
| -    | V     | Francisco Urroz        | 1921. október 31. (28 éves)   | 10   | Colo-Colo            |

### Amerikai Egyesült Államok
Szövetségi kapitány: William Jeffrey
| Szám | Poszt | Név               | Születési dátum (Kor)          | Vál. | Klub                      |
| ---- | ----- | ----------------- | ------------------------------ | ---- | ------------------------- |
| -    | V     | Robert Annis      | 1928. szeptember 5. (21 éves)  | 1    | St. Louis Simpkins-Ford   |
| -    | V     | Walter Bahr       | 1927. április 1. (23 éves)     | 7    | Philadelphia Nationals    |
| -    | K     | Frank Borghi      | 1925. április 9. (25 éves)     | 4    | St. Louis Simpkins-Ford   |
| -    | V     | Charlie Colombo   | 1920. július 20. (29 éves)     | 7    | St. Louis Simpkins-Ford   |
| -    | V     | Geoff Coombes     | 1919. április 23. (31 éves)    | 0    | Chicago Vikings           |
| -    | CS    | Robert Craddock   | 1923. szeptember 5. (26 éves)  | 0    | Pittsburgh Harmarville SC |
| -    | CS    | Nicholas DiOrio   | 1921. február 4. (29 éves)     | 0    | Pittsburgh Harmarville SC |
| -    | CS    | Joe Gaetjens      | 1924. március 19. (26 éves)    | 0    | Brookhattan               |
| -    | K     | Gino Gardassanich | 1922. november 26. (27 éves)   | 0    | Chicago Slovaks           |
| -    | V     | Harry Keough      | 1927. november 15. (22 éves)   | 3    | St. Louis McMahon         |
| -    | V     | Joe Maca          | 1920. szeptember 28. (29 éves) | 0    | Brooklyn Hispano          |
| -    | KP    | Ed McIlvenny      | 1924. október 21. (25 éves)    | 0    | Philadelphia Nationals    |
| -    | CS    | Gino Pariani      | 1928. február 21. (22 éves)    | 2    | St. Louis Simpkins-Ford   |
| -    | CS    | Ed Souza          | 1921. szeptember 22. (28 éves) | 2    | Ponta Delgada SC          |
| -    | CS    | John Souza        | 1920. július 12. (29 éves)     | 9    | Ponta Delgada SC          |
| -    | CS    | Frank Wallace     | 1922. július 15. (27 éves)     | 4    | St. Louis Simpkins-Ford   |
| -    | CS    | Adam Wolanin      | 1919. november 13. (30 éves)   | 0    | Chicago Eagles            |

## 3. csoport

### Svédország
Szövetségi kapitány:  George Raynor
| Szám | Poszt | Név                | Születési dátum (Kor)         | Vál. | Klub              |
| ---- | ----- | ------------------ | ----------------------------- | ---- | ----------------- |
| -    | KP    | Olle Åhlund        | 1920. augusztus 22. (29 éves) | 15   | Degerfors IF      |
| -    | KP    | Sune Andersson     | 1921. február 22. (29 éves)   | 23   | AIK Stockholm     |
| -    | V     | Ivan Bodin         | 1923. július 20. (26 éves)    | 0    | AIK Stockholm     |
| -    | KP    | Ingvar Gärd        | 1921. október 6. (28 éves)    | 1    | Malmö FF          |
| -    | CS    | Hasse Jeppson      | 1925. május 10. (25 éves)     | 1    | Djurgårdens IF    |
| -    | V     | Gunnar Johansson   | 1924. február 29. (26 éves)   | 0    | GAIS Göteborg     |
| -    | CS    | Egon Jönsson       | 1926. december 6. (23 éves)   | 7    | Malmö FF          |
| -    | K     | Torsten Lindberg   | 1917. április 14. (33 éves)   | 18   | IFK Norrköping    |
| *    | V     | Arne Månsson       | 1925. november 11. (24 éves)  | 1    | Malmö FF          |
| -    | CS    | Bror Mellberg      | 1923. december 9. (26 éves)   | 1    | AIK Stockholm     |
| -    | V     | Erik Nilsson       | 1916. augusztus 6. (33 éves)  | 28   | Malmö FF          |
| -    | CS    | Stellan Nilsson    | 1922. május 28. (28 éves)     | 15   | Malmö FF          |
| -    | KP    | Knut Nordahl       | 1920. január 13. (30 éves)    | 22   | IFK Norrköping    |
| -    | CS    | Karl-Erik Palmér   | 1929. április 17. (21 éves)   | 5    | Malmö FF          |
| -    | CS    | Ingvar Rydell      | 1922. május 7. (28 éves)      | 2    | Malmö FF          |
| -    | V     | Lennart Samuelsson | 1924. július 7. (25 éves)     | 1    | IF Elfsborg Borås |
| -    | CS    | Lennart Skoglund   | 1929. december 24. (20 éves)  | 1    | AIK Stockholm     |
| -    | CS    | Stig Sundqvist     | 1922. július 19. (27 éves)    | 6    | IFK Norrköping    |
| -    | K     | Kalle Svensson     | 1925. november 11. (24 éves)  | 4    | Helsingborgs IF   |
| -    | CS    | Kurt Svensson      | 1927. április 15. (23 éves)   | 0    | IS Halmia         |
| -    | K     | Tore Svensson      | 1927. december 6. (22 éves)   | 0    | Malmö FF          |
| -    | CS    | Börje Tapper       | 1922. május 20. (28 éves)     | 4    | Malmö FF          |

### Olaszország
Szövetségi kapitány: Ferruccio Novo
| Szám | Poszt | Név                  | Születési dátum (Kor)          | Vál. | Klub           |
| ---- | ----- | -------------------- | ------------------------------ | ---- | -------------- |
| -    | CS    | Amadeo Amadei        | 1921. július 26. (28 éves)     | 6    | Internazionale |
| -    | V     | Carlo Annovazzi      | 1925. május 24. (25 éves)      | 10   | Milan          |
| -    | V     | Ivano Blason         | 1923. május 24. (27 éves)      | 0    | Triestina      |
| -    | CS    | Giampiero Boniperti  | 1928. július 4. (21 éves)      | 6    | Juventus       |
| -    | CS    | Aldo Campatelli      | 1919. április 7. (31 éves)     | 6    | Internazionale |
| -    | CS    | Gino Cappello        | 1920. június 2. (30 éves)      | 3    | Bologna        |
| -    | CS    | Emilio Caprile       | 1928. szeptember 30. (21 éves) | 2    | Atalanta       |
| -    | CS    | Riccardo Carapellese | 1922. július 1. (27 éves)      | 11   | Torino         |
| -    | K     | Giuseppe Casari      | 1922. április 10. (28 éves)    | 2    | Atalanta       |
| -    | V     | Osvaldo Fattori      | 1922. június 22. (28 éves)     | 3    | Internazionale |
| -    | V     | Zeffiro Furiassi     | 1923. január 19. (27 éves)     | 0    | Lazio          |
| -    | V     | Attilio Giovannini   | 1924. július 30. (25 éves)     | 4    | Internazionale |
| -    | CS    | Benito Lorenzi       | 1925. december 20. (24 éves)   | 5    | Internazionale |
| -    | KP    | Augusto Magli        | 1923. március 9. (27 éves)     | 0    | Fiorentina     |
| -    | KP    | Giacomo Mari         | 1924. október 17. (25 éves)    | 3    | Juventus       |
| -    | K     | Giuseppe Moro        | 1921. január 16. (29 éves)     | 2    | Torino         |
| -    | CS    | Ermes Muccinelli     | 1927. július 28. (22 éves)     | 2    | Juventus       |
| -    | CS    | Egisto Pandolfini    | 1926. február 19. (24 éves)    | 0    | Fiorentina     |
| -    | KP    | Carlo Parola         | 1921. szeptember 20. (28 éves) | 9    | Juventus       |
| -    | KP    | Leandro Remondini    | 1917. november 17. (32 éves)   | 0    | Lazio          |
| -    | K     | Lucidio Sentimenti   | 1920. július 1. (29 éves)      | 7    | Lazio          |
| -    | KP    | Omero Tognon         | 1924. március 3. (26 éves)     | 4    | Milan          |

### Paraguay
Szövetségi kapitány: Manuel Fleitas Solich
| Szám | Poszt | Név                   | Születési dátum (Kor)          | Vál. | Klub              |
| ---- | ----- | --------------------- | ------------------------------ | ---- | ----------------- |
| -    | CS    | Enrique Avalos        | 1922. (27–28 éves)             |      | Cerro Porteño     |
| -    | CS    | Marcial Ávalos        | 1921. december 5. (28 éves)    |      | Cerro Porteño     |
| -    | KP    | Melanio Báez          |                                |      | Nacional Asunción |
| -    | CS    | Ángel Berni           | 1931. január 9. (19 éves)      |      | Sportivo Luqueño  |
| -    | V     | Antonio Cabrera       |                                |      | Libertad Asunción |
| -    | CS    | Lorenzo Calonga       | 1929. augusztus 28. (20 éves)  |      | Club Guaraní      |
| -    | CS    | Juan Cañete           | 1929. július 27. (20 éves)     |      | Presidente Hayes  |
| -    | KP    | Castor Cantero        | 1918. január 12. (32 éves)     |      | Olimpia Asunción  |
| -    | K     | Pablo Centurión       |                                |      | Cerro Porteño     |
| -    | V     | Casiano Céspedes      | 1924. (25–26 éves)             |      | Olimpia Asunción  |
| -    | V     | Manuel Gavilán        | 1920. november 30. (29 éves)   |      | Libertad Asunción |
| -    | V     | Alberto González      | 1922. (27–28 éves)             |      | Olimpia Asunción  |
| -    | KP    | Armando González      |                                |      | Club Guaraní      |
| -    | KP    | Victoriano Leguizamón | 1922. március 23. (28 éves)    |      | Olimpia Asunción  |
| -    | CS    | Atilio López          | 1925. február 5. (25 éves)     |      | Nacional Asunción |
| -    | CS    | César López Fretes    | 1923. március 21. (27 éves)    |      | Olimpia Asunción  |
| -    | CS    | Hilarión Osorio       | 1928. október 21. (21 éves)    |      | Sportivo Luqueño  |
| -    | V     | Elioro Paredes        | 1921. február 19. (29 éves)    |      | Sportivo Luqueño  |
| -    | CS    | Darío Saguier         | 1926. szeptember 11. (23 éves) |      | Cerro Porteño     |
| -    | CS    | Francisco Sosa        | 1918. (31–32 éves)             |      | Cerro Porteño     |
| -    | CS    | Leongino Unzaim       | 1925. május 16. (25 éves)      |      | Olimpia Asunción  |
| -    | K     | Marcelino Vargas      | 1921. (28–29 éves)             |      | Libertad Asunción |

## 4. csoport

### Uruguay
Szövetségi kapitány: Juan López
| Szám | Poszt | Név                      | Születési dátum (Kor)          | Vál. | Klub                |
| ---- | ----- | ------------------------ | ------------------------------ | ---- | ------------------- |
| -    | CS    | Julio César Britos       | 1926. május 18. (24 éves)      | 10   | Peñarol             |
| -    | CS    | Juan Burgueño            | 1923. február 4. (27 éves)     | 4    | Danubio             |
| -    | V     | Schubert Gambetta        | 1920. április 14. (30 éves)    | 39   | Nacional Montevideo |
| -    | CS    | Alcides Ghiggia          | 1926. december 22. (23 éves)   | 3    | Peñarol             |
| -    | V     | Juan Carlos González     | 1924. augusztus 22. (25 éves)  | 3    | Peñarol             |
| -    | V     | Matías González          | 1925. augusztus 6. (24 éves)   | 7    | Cerro               |
| -    | V     | William Martínez         | 1928. január 13. (22 éves)     | 3    | Rampla Juniors      |
| -    | K     | Roque Máspoli            | 1917. október 12. (32 éves)    | 27   | Peñarol             |
| -    | CS    | Óscar Míguez             | 1927. december 5. (22 éves)    | 5    | Peñarol             |
| -    | CS    | Rubén Morán              | 1930. augusztus 6. (19 éves)   | 2    | Cerro               |
| -    | KP    | Washington Ortuño        | 1928. május 13. (22 éves)      | 0    | Peñarol             |
| -    | K     | Aníbal Paz               | 1918. február 18. (32 éves)    | 23   | Nacional Montevideo |
| -    | CS    | Julio Pérez              | 1926. június 19. (24 éves)     | 7    | Nacional Montevideo |
| -    | KP    | Rodolfo Pini             | 1926. november 12. (23 éves)   | 6    | Nacional Montevideo |
| -    | CS    | Luis Rijo                | 1927. szeptember 28. (22 éves) | 0    | Central Español     |
| -    | KP    | Víctor Rodríguez Andrade | 1927. május 2. (23 éves)       | 11   | Central Español     |
| -    | CS    | Carlos Romero            | 1927. szeptember 7. (22 éves)  | 3    | Danubio             |
| -    | CS    | Juan Alberto Schiaffino  | 1925. július 28. (24 éves)     | 9    | Peñarol             |
| -    | V     | Eusebio Tejera           | 1922. január 6. (28 éves)      | 28   | Nacional Montevideo |
| -    | KP    | Obdulio Varela           | 1917. szeptember 20. (32 éves) | 39   | Peñarol             |
| -    | CS    | Ernesto Vidal            | 1921. november 15. (28 éves)   | 0    | Peñarol             |
| -    | V     | Héctor Vilches           | 1926. február 14. (24 éves)    | 5    | Cerro               |

### Bolívia
Szövetségi kapitány:  Mario Pretto
| Szám | Poszt | Név                | Születési dátum (Kor)          | Vál. | Klub                   |
| ---- | ----- | ------------------ | ------------------------------ | ---- | ---------------------- |
| -    | V     | Alberto Achá       | 1917. február 18. (33 éves)    | 23   | The Strongest          |
| -    | CS    | Víctor Algarañaz   | 1926. április 6. (24 éves)     | 8    | Club Litoral           |
| -    | KP    | Alberto Aparicio   | 1923. november 11. (26 éves)   | 0    | Ferroviario La Paz     |
| -    | KP    | Duberto Aráoz      | 1920. december 21. (29 éves)   | 10   | Club Litoral           |
| -    | K     | Vicente Arraya     | 1921. január 25. (29 éves)     | 26   | Ferroviario La Paz     |
| -    | KP    | Juan Arricio       | 1923. december 11. (26 éves)   | 0    | Ayacucho La Paz        |
| -    | CS    | Víctor Brown       | 1927. március 7. (23 éves)     | 2    | Club Litoral           |
| -    | V     | José Bustamante    | 1922. március 5. (28 éves)     | 31   | Club Litoral           |
| -    | KP    | René Cabrera       | 1925. október 21. (24 éves)    | 8    | Club Jorge Wilstermann |
| -    | CS    | Roberto Caparelli  | 1923. november 18. (26 éves)   | 0    | The Strongest          |
| -    | KP    | Leonardo Ferrel    | 1923. július 7. (26 éves)      | 18   | The Strongest          |
| -    | CS    | Benedicto Godoy    | 1924. július 28. (25 éves)     | 9    | Ferroviario La Paz     |
| -    | V     | Antonio Greco      | 1923. szeptember 17. (26 éves) | 0    | Club Litoral           |
| -    | CS    | Juan Guerra        | 1927. április 13. (23 éves)    | 9    | Ferroviario La Paz     |
| -    | CS    | Benigno Gutiérrez  | 1925. szeptember 1. (24 éves)  | 15   | Club Litoral           |
| -    | K     | Eduardo Gutiérrez  | 1922. szeptember 2. (27 éves)  | 12   | CD Ingavi              |
| -    | CS    | Benjamin Maldonado | 1928. január 4. (22 éves)      | 4    | San José de Oruro      |
| -    | CS    | Mario Mena         | 1927. február 28. (23 éves)    | 9    | Club Bolívar           |
| -    | KP    | Humberto Saavedra  | 1923. augusztus 3. (26 éves)   | 0    | The Strongest          |
| -    | KP    | Eulogio Sandoval   | 1922. július 22. (27 éves)     | 0    | Club Litoral           |
| -    | CS    | Víctor Ugarte      | 1926. május 5. (24 éves)       | 16   | Club Bolívar           |
| -    | KP    | Antonio Valencia   | 1925. május 10. (25 éves)      | 9    | Club Bolívar           |